# Пинью (Сан-Педру-ду-Сул)
Пинью (порт. Pinho) — район (фрегезия) в Португалии, входит в округ Визеу. Является составной частью муниципалитета Сан-Педру-ду-Сул. Находится в составе крупной городской агломерации Большое Визеу. По старому административному делению входил в провинцию Бейра-Алта. Входит в экономико-статистический субрегион Дан-Лафойнш, который входит в Центральный регион. Население составляет 983 человека на 2001 год. Занимает площадь 15,52 км².
Покровителем района считается Иоанн Креститель (порт. São João).